# Beretta Px4 Storm
Beretta Px4 Storm je sodobna italijanska polavtomatska pištola četrte generacije, ki jo izdeluje podjetje Fabrica D'Armi Pietro Beretta S.p.A.

## Delovanje in materiali
Pištola je bila prvič predstavljena javnosti na sejmu orožja MilliPol 2004 v Katarju (Združeni arabski emirati).
Izdelana je iz polimerskega ogrodja, v katerega je kot samostojna enota vstavljen sprožilni mehanizem in zaklepiščem izdelanim iz jekla visoke trdote. Iz enakega jekla je tudi trdo kromirana cev. Princip delovanja je enak kot pri predhodni pištoli koncerna Beretta, Beretti M8000 Cougar. Na spodnji strani prednjega dela ogrodja je nameščeno vodilo za različne taktične naprave (svetilke, laserske namerilnike, ...)
Ročaj pištole se enostavno prilagodi širini in velikosti strelčeve roke z namestitvijo posebnih plastičnih nastavkov na hrbtni del ročaja. Zgornja stran zaklepišča je ravna, kar omogoča hitro in zanesljivo streljanje na bližnje tarče, sama pištola pa nima veliko ostrih robov. To je posebej pomembno pri prikritem nošenju, kjer ostri robovi otežujejo potezanje orožja iz toka pod obleko.
Pištola je dokaj široka, za razstavljanje pa je enostavna (povezta po sistemu s pištol Glock) in ne zahteva posebnega orodja. Dostopnost do vzvodov je dobra, le vzvod za zadrževanje zaklepa v zadnjem položaju je morda za spoznanje prevelik. Varovalka in dekoker, sta na modelih FS in DS nameščena na obeh straneh zaklepišča. Tudi gumb za izmet nabojnika je mogoče namestiti na poljubno stran, tako, da je pištola pripravljena tako za levičarje, kot za desničarje.
Sprožilec ima dokaj dolg hod, manjka pa mu tudi tako imenovan trigger-stop, vijak, ki uravnava dolžino pomika sprožilca nazaj.
Za natančnost te pištole poskrbijo klasični odprti tritočkovni nenastavljivi merki, kar jasno kaže, da je Px4 izrazito službeno orožje. 

## Modeli
Zaenkrat je Px4 na voljo v štirih modelih:
- Model G - Constant Action® (sprožilec samo dvojnega delovanja, olajšan po prvem strelu, podoben tistemu pri Para-Ordnance LDA). Ravno kladivce, brez dekokerja in varovalke.
- Model D - Sprožilec samo dvojnega delovanja. Ravno kladivce, brez dekokerja in varovalke.
- Model FS - Sprožilec enojnega ali dvojnega delovanja. Normalno kladivce, dekoker.
- Model DS - Sprožilec enojnega ali dvojnega delovanja. Normalno kladivce, varovalka napetega kladivca.